# Region Landquart
Die Region Landquart ist eine Verwaltungseinheit des Kantons Graubünden in der Schweiz, die durch die Gebietsreform auf den 1. Januar 2017 entstand.
Bis auf die Gemeinde Haldenstein (wechselte auf den 1. Januar 2016 in die Region Plessur) ist die Region Landquart mit dem bis zum 31. Dezember 2016 bestehenden Bezirk Landquart identisch, allerdings wurden die Kreise Fünf Dörfer und Maienfeld auf den 31. Dezember 2016 aufgelöst.

## Einteilung
Zur Region Landquart gehören folgende Gemeinden:
Stand: 1. Januar 2016
| Wappen    | Name der Gemeinde | Einwohner (31. Dezember 2023) | Fläche in km² | Einw. pro km² |
| --------- | ----------------- | ----------------------------- | ------------- | ------------- |
| Fläsch    | Fläsch            | 868                           | 19,94         | 44            |
| Jenins    | Jenins            | 948                           | 10,54         | 90            |
| Landquart | Landquart         | 9191                          | 18,86         | 487           |
| Maienfeld | Maienfeld         | 3193                          | 32,33         | 99            |
| Malans    | Malans            | 2527                          | 11,40         | 222           |
| Trimmis   | Trimmis           | 3363                          | 42,87         | 78            |
| Untervaz  | Untervaz          | 2675                          | 27,72         | 97            |
| Zizers    | Zizers            | 3589                          | 11,01         | 326           |
| Total (8) | Total (8)         | 26'354                        | 496,06        | 53            |